# Lobalopex mordax
Lobalopex mordax (лат.) — вымерший вид терапсид из клады Burnetiamorpha подотряда Biarmosuchia. Ископаемые остатки найдены в свите Бофорт (Южная Африка). Lobalopex mordax описан Сидором, Хопсоном и Кейзером в 2004 году по неполному черепу с нижней челюстью и 4 шейным позвонкам. Родствен Lophorhinus willodenensis.

## Описание
Lobalopex mordax достигал в длину около 80 см. Шейные позвонки удлинённые.

### Строение черепа
Длина черепа 15 см. Lobalopex mordax отличался умеренно развитыми выростами на черепе. Срединный носовой гребень низкий, надглазничные выросты маленькие и не пахиостозные. Есть небольшие задние височные «рожки». Вентральная поверхность поперечного фланга птеригоида резко остроконечная. Латерально направленный вырост расположен латерально от места соединения озубленных птеригоидных и нёбных зубцов.